# فرج‌لیسی
فرج‌لیسی (به انگلیسی: cunnilingus) یا به زبان عامیانه کُس‌لیسی نوعی آمیزش جنسی دهانی است که توسط شخصی بر روی فرج (کُس) یا واژن شخص دیگری انجام می‌شود که با هدف تحریک و برانگیختگی جنسی از طریق ناحیهٔ فرج و کلیتوریس زنان با استفاده از زبان و دهان است. کلیتوریس حساس‌ترین قسمت دستگاه تناسلی زنان در انسان است و تحریک آن ممکن است منجر به تحریک جنسی یا ارگاسم در زنان شود.
کُس‌لیسی می‌تواند برای تحریک جنسی باشد و ممکن است توسط یک شریک جنسی به‌عنوان عشق‌بازی برای تحریک برانگیختگی جنسی قبل از سایر فعالیت‌های جنسی (مانند آمیزش واژینال یا مقعدی)، یا به‌عنوان یک عمل وابسته فیزیکی انجام شود. همانند بیشتر انواع عمل جنسی خطر ابتلا به بیماری‌های آمیزشی در سکس دهانی وجود دارد؛ گرچه خطر انتقال، به‌ویژه انتقال اچ‌آی‌وی در سکس دهانی، به مراتب از سکس واژنی یا مقعدی کمتر است.
رابطه جنسی دهانی اغلب تابو تلقی می‌شود، اما اکثر کشورها قانونی ندارند که این عمل را ممنوع کند. معمولاً زوج‌های دگرجنس‌گرا، کُس‌لیسی را تأثیرگذار بر باکرگی هر یک از طرفین نمی‌دانند، در حالی که زوج‌های لزبین معمولاً آن را نوعی از دست دادن باکرگی می‌دانند. افراد همچنین ممکن است احساسات منفی یا محدودیت جنسی در مورد انجام دادن یا مورد انجام قرار گرفتن این عمل داشته باشند و ممکن است از انجام آن امتناع ورزند.

## جنبه‌های بهداشتی

### عفونت‌های آمیزشی
عفونت کلامیدیا، ویروس پاپیلوم انسانی (HPV)، سوزاک، سیفلیس، ویروس هرپس سیمپلکس، هپاتیت (انواع مختلف) و سایر بیماری‌های آمیزشی (STIs) ممکن است از طریق آمیزش دهانی منتقل شوند. هرگونه تبادل مایعات بدن با فردی که به اچ‌آی‌وی، ویروسی که باعث ایدز می‌شود، آلوده باشد، خطر انتقال عفونت را به همراه دارد. با این حال، خطر ابتلا به عفونت‌های آمیزشی معمولاً در مقایسه با آمیزش جنسی یا آمیزش جنسی مقعدی برای آمیزش دهانی به‌طور قابل توجهی کمتر است و خطر انتقال اچ‌آی‌وی در این مورد به عنوان کمترین خطر در نظر گرفته می‌شود. علاوه بر این، خطر مستند انتقال اچ‌آی‌وی از طریق کلیتورال‌لیسی کمتر از خطر مرتبط با قضیب‌لیسی، آمیزش واژینال یا مقعدی است.
احتمال خطر ابتلا به عفونت‌های آمیزشی در صورت وجود زخم بر روی فرج شریک دریافت‌کننده، یا زخم‌ها و جراحات باز در دهان یا خونریزی لثه شریک انجام‌دهنده افزایش می‌یابد. مسواک زدن، استفاده از نخ دندان، یا انجام اقدامات دندان‌پزشکی بلافاصله قبل یا بعد از انجام کلیتورال‌لیسی نیز می‌تواند خطر انتقال عفونت را افزایش دهد، زیرا این فعالیت‌ها ممکن است باعث ایجاد خراش‌های کوچک در پوشش داخلی دهان شوند. این زخم‌ها، حتی در مقیاس میکروسکوپی، احتمال ابتلا به عفونت‌های آمیزشی که به صورت دهانی منتقل می‌شوند را افزایش می‌دهند. علاوه بر این، تماس دهانی با ناحیه تناسلی می‌تواند به عفونت‌های رایج ناشی از باکتری‌ها و ویروس‌هایی که به‌طور طبیعی در اطراف و ترشحات نواحی تناسلی وجود دارند، منجر شود. به دلیل این عوامل، منابع پزشکی استفاده از رابطه جنسی امن را در هنگام انجام یا دریافت کلیتورال‌لیسی با شریکی که وضعیت ابتلا به عفونت‌های آمیزشی او نامشخص است، توصیه می‌کنند.
انجام کلیتورال‌لیسی در دوران قاعدگی خطر بالایی برای شریک انجام‌دهنده دارد، زیرا ممکن است غلظت بالایی از ویروس در خون قاعدگی وجود داشته باشد، از جمله ویروس‌هایی مانند هپاتیت ب.

### ویروس پاپیلوم انسانی (HPV) و سرطان دهان
ارتباطاتی بین آمیزش دهانی و سرطان دهان در افراد مبتلا به ویروس پاپیلوم انسانی (HPV) گزارش شده است. مطالعه‌ای در سال ۲۰۰۷ نشان داد که میان آمیزش دهانی و سرطان‌های سر و گردن همبستگی و وابستگی وجود دارد.
گمان می‌رود این ارتباط ناشی از انتقال HPV باشد؛ ویروسی که در اکثریت موارد سرطان دهانه رحم دخیل بوده و در نمونه‌های سرطانی گلو در مطالعات متعددی شناسایی شده است. این مطالعه نشان داد افرادی که در طول زندگی خود یک تا پنج شریک جنسی برای آمیزش دهانی داشته‌اند، در مقایسه با کسانی که هرگز این فعالیت را انجام نداده‌اند، حدود دو برابر بیشتر در معرض خطر سرطان گلو بوده‌اند. همچنین، افرادی که بیش از پنج شریک جنسی داشته‌اند، با افزایش خطر ۲۵۰ درصدی روبه‌رو بوده‌اند.

### آسیب زبان
بند زیر زبان (سطح زیرین زبان) در معرض زخم شدن بر اثر اصطکاک مکرر در طول فعالیت جنسی قرار دارد که به آن «زبان کلیتورال‌لیسی» گفته می‌شود.
زخم ایجادشده در بند زیر زبان بر اثر کلیتورال‌لیسی به صورت افقی است و ضایعه مربوط به تماس سطح زیرین زبان با لبه دندان‌های جلویی پایین در حالتی است که زبان در جلوترین وضعیت خود قرار دارد. این نوع زخم معمولاً طی ۷ تا ۱۰ روز بهبود می‌یابد، اما ممکن است با تکرار این عمل دوباره ایجاد شود. زخم مزمن در این ناحیه می‌تواند باعث هیپرپلازی فیبروز خطی شود. برای کاهش احتمال آسیب، می‌توان لبه‌های برنده دندان‌های جلویی فک پایین را صاف کرد.

## اعمال
آمارهای عمومی نشان می‌دهد که ۷۰–۸۰٪ از زنان برای رسیدن به ارگاسم به تحریک مستقیم کلیتوریس نیاز دارند. تحقیقات شره هیت در مورد تمایلات جنسی زنان، گزارش داده است که در اکثر زنان، ارگاسم به‌دلیل تحریک مستقیم کلیتوریس به‌راحتی توسط مهبل و چوچوله با زبان و دهان حاصل می‌شود.